# Даритай-отчигин
Даритай-отчигин (монг.  Даридай отчигин?, ᠳᠠᠷᠢᠳᠠᠢ
ᠥᠴᠢᠭᠡᠨ?) — монгольский нойон из рода Кият-Борджигин, дядя Чингисхана по отцу.
Имя «Даритай» в переводе с монгольского языка означает «имеющий язвы»; приставка «отчигин» — «хранитель очага» — традиционно добавлялась монголами к именам младших сыновей.

## Биография
Даритай-отчигин был младшим сыном Бартан-баатура и его жены Сунигул-фуджин из племени баргут. Его братьями были Мунгэту-Киян, Некун-тайджи и Есугей-багатур. По «Сокровенному сказанию монголов», именно с помощью братьев Есугею удалось отбить у меркитского Эке-Чиледу свою будущую жену Оэлун. Об отношениях Даритая и Есугея источники не сообщают, однако после смерти последнего около 1171 года Даритай вместе с другими родственниками и бывшими сподвижниками покинул вдову брата и её детей: Тэмуджина (будущего Чингисхана), Хасара, Хачиуна, Тэмуге и Темулун. Долгое время семья жила в нищете, однако впоследствии авторитет Тэмуджина стал расти, и к молодому нойону начали присоединяться люди из многих монгольских родов и племён. Даритай в числе других знатных людей из нирунов также поспешил перейти на сторону набиравшего силу племянника. Спустя несколько лет, в 1189 году, Даритай, Алтан — сын последнего всемонгольского хана Хутулы, Хучар — сын Некун-тайджи и джуркинские нойоны Сача-беки и Тайчу избрали Тэмуджина на ханство, присвоив ему титул Чингисхана.
В 1201 году часть монгольских сил, включавшая татар, тайджиутов, меркитов и некоторые другие племена, в борьбе против Чингисхана объединилась вокруг его злейшего врага Джамухи; на созванном курултае Джамуха был провозглашён гурханом («владыкой вселенной») и объявил монголам войну. Армии Чингисхана и Джамухи встретились в  урочище Койтен южнее Керулена; как сообщает «Сокровенное сказание», на разведку местности Чингис отрядил нескольких своих родственников, в том числе Даритая. В жестоком сражении Джамуха и его союзники были разбиты.
Осенью 1202 года Чингис выступил против татар. Незадолго до похода хан объявил об указе, запрещавшем брать добычу до окончания боя, однако Даритай, Алтан и Хучар ослушались господина и учинили грабёж. Посланные Чингисханом Хубилай и Джэбэ догнали всех троих и отобрали награбленное, а в качестве наказания Даритаю было запрещено впредь бывать на семейных советах. Оскорблённые, Даритай, Хучар и Алтан затаили на Чингиса злобу и стали искать возможности отомстить. Случай представился, когда Чингисхан порвал со своим старым союзником, правителем кереитов Ван-ханом; объединившись с Джамухой и склонив на свою сторону Ван-хана, нойоны атаковали Чингиса в местности Харахалчжит-Элет, однако сражение окончилось ничьей.
Отношения с новым союзником вскоре испортились, и Джамуха, Даритай, Хучар и Алтан стали готовить на Ван-хана нападение. Узнав о случившемся, Ван-хан сам выступил против нойонов, нанеся им сокрушительное поражение. Спасая жизни, Джамуха, Алтан и Хучар бежали к предводителю найманов Таян-хану, однако Даритай предпочёл сдаться Чингисхану.
Дальнейшая судьба Даритая неизвестна. Согласно «Сокровенному сказанию монголов», он был прощён Чингисханом, однако Рашид ад-Дин утверждал, что Даритая казнили вместе с Алтаном и Хучаром. Большая часть людей из рода Даритая была перебита, а его сына и наследника Тайнал-ее вместе с двумястами подчинёнными Чингисхан отдал своему племяннику Элджидай-нойону в качестве рабов.

## Образ
Литература
- «Жестокий век» — роман советского писателя И. К. Калашникова (1978);
- «Ждите, я приду» — роман российского писателя Ю. И. Фёдорова (1998);
- «Тэмуджин» — роман российского писателя А. С. Гатапова.

Кинематограф
- «Чингисхан» (Китай, 2004);
- «Монгол» (Россия, Германия, Казахстан, 2007).